# Peridea scutellaris
Peridea scutellaris är en fjärilsart som beskrevs av Felix Bryk 1950. Peridea scutellaris ingår i släktet Peridea och familjen tandspinnare. Inga underarter finns listade i Catalogue of Life.